# Юрункаш
Юрункаш або Біла Нефритова річка  (кит.: 白玉河; Піньінь: Báiyù Hé) — річка в південному Сіньцзяні у Китаї.
Злиттям (38°05′ пн. ш. 80°34′ сх. д. / 38.08° пн. ш. 80.56° сх. д.),  Юрункаша і сусідньої гірської річки Каракаш утворюється ключова водна артерія пустелі Такла-Макан — річка Хотан. Юрункаш бере свій початок в західній частині гірської системи Кунь-Лунь від хребта Устюнтаг (35°36′ пн. ш. 81°24′ сх. д. / 35.6° пн. ш. 81.4° сх. д.). Тече в глибокому каньйоні. У верхній і середній течії віддалена від населених пунктів і людської інфраструктури. Пересихає з весни по осінь.
Річка отримала свою назву від білого нефриту знайденого у її відкладеннях.